# Tävelsås
Tävelsås is een plaats in de gemeente Växjö in het landschap Småland en de provincie Kronobergs län in Zweden. De plaats heeft 219 inwoners (2005) en een oppervlakte van 34 hectare.